# Spolas satelles
Spolas satelles är en stekelart som först beskrevs av Perkins 1910.  Spolas satelles ingår i släktet Spolas och familjen brokparasitsteklar. Inga underarter finns listade i Catalogue of Life.